# Liste des titres musicaux numéro un au classement radio en France en 2021
Cette page liste les titres musicaux numéro un au classement radio en France pour l'année 2021 selon le Syndicat national de l'édition phonographique (SNEP). Ce classement est établi par Yacast en partenariat avec le SNEP, d'après les diffusions radiophoniques de titres sur un panel de plus d'une centaine de radios françaises (musicales ou généralistes, nationales ou régionales).

## Classement des titres les plus diffusés par semaine
| №  | Date         | Artiste                            | Titre                   | Réf.   |
| -- | ------------ | ---------------------------------- | ----------------------- | ------ |
| 1  | 8 janvier    | Dua Lipa featuring Angèle          | Fever                   | [ 1 ]  |
| 2  | 15 janvier   | Dua Lipa featuring Angèle          | Fever                   | [ 2 ]  |
| 3  | 22 janvier   | Dua Lipa featuring Angèle          | Fever                   | [ 3 ]  |
| 4  | 29 janvier   | Dua Lipa featuring Angèle          | Fever                   | [ 4 ]  |
| 5  | 5 février    | Dua Lipa featuring Angèle          | Fever                   | [ 5 ]  |
| 6  | 12 février   | Dua Lipa featuring Angèle          | Fever                   | [ 6 ]  |
| 7  | 19 février   | Dua Lipa featuring Angèle          | Fever                   | [ 7 ]  |
| 8  | 26 février   | Dua Lipa featuring Angèle          | Fever                   | [ 8 ]  |
| 9  | 5 mars       | Black Eyed Peas & Shakira          | Girl Like Me            | [ 9 ]  |
| 10 | 12 mars      | The Weeknd                         | Save Your Tears         | [ 10 ] |
| 11 | 19 mars      | The Weeknd                         | Save Your Tears         | [ 11 ] |
| 12 | 26 mars      | The Weeknd                         | Save Your Tears         | [ 12 ] |
| 13 | 2 avril      | The Weeknd                         | Save Your Tears         | [ 13 ] |
| 14 | 9 avril      | The Weeknd                         | Save Your Tears         | [ 14 ] |
| 15 | 16 avril     | The Weeknd                         | Save Your Tears         | [ 15 ] |
| 16 | 23 avril     | The Weeknd                         | Save Your Tears         | [ 16 ] |
| 17 | 30 avril     | The Weeknd                         | Save Your Tears         | [ 17 ] |
| 18 | 7 mai        | The Weeknd                         | Save Your Tears         | [ 18 ] |
| 19 | 14 mai       | The Weeknd                         | Save Your Tears         | [ 19 ] |
| 20 | 21 mai       | The Weeknd                         | Save Your Tears         | [ 20 ] |
| 21 | 28 mai       | P!nk & Willow Sage Hart            | Cover Me In Sunshine    | [ 21 ] |
| 22 | 4 juin       | P!nk & Willow Sage Hart            | Cover Me In Sunshine    | [ 22 ] |
| 23 | 11 juin      | Justin Wellington (en) & Small Jam | Iko Iko (My Bestie)     | [ 23 ] |
| 24 | 18 juin      | Justin Wellington (en) & Small Jam | Iko Iko (My Bestie)     | [ 24 ] |
| 25 | 25 juin      | Justin Wellington (en) & Small Jam | Iko Iko (My Bestie)     | [ 25 ] |
| 26 | 2 juillet    | Justin Wellington (en) & Small Jam | Iko Iko (My Bestie)     | [ 26 ] |
| 27 | 9 juillet    | Justin Wellington (en) & Small Jam | Iko Iko (My Bestie)     | [ 27 ] |
| 28 | 16 juillet   | Justin Wellington (en) & Small Jam | Iko Iko (My Bestie)     | [ 28 ] |
| 29 | 23 juillet   | Justin Wellington (en) & Small Jam | Iko Iko (My Bestie)     | [ 29 ] |
| 30 | 30 juillet   | Justin Wellington (en) & Small Jam | Iko Iko (My Bestie)     | [ 30 ] |
| 31 | 6 août       | Justin Wellington (en) & Small Jam | Iko Iko (My Bestie)     | [ 31 ] |
| 32 | 13 août      | Kungs                              | Never Going Home        | [ 32 ] |
| 33 | 20 août      | Kungs                              | Never Going Home        | [ 33 ] |
| 34 | 27 août      | Ed Sheeran                         | Bad Habits              | [ 34 ] |
| 35 | 3 septembre  | Ed Sheeran                         | Bad Habits              | [ 35 ] |
| 36 | 10 septembre | Ed Sheeran                         | Bad Habits              | [ 36 ] |
| 37 | 17 septembre | Ed Sheeran                         | Bad Habits              | [ 37 ] |
| 38 | 24 septembre | Ed Sheeran                         | Bad Habits              | [ 38 ] |
| 39 | 1er octobre  | The Kid Laroi & Justin Bieber      | Stay                    | [ 39 ] |
| 40 | 8 octobre    | The Kid Laroi & Justin Bieber      | Stay                    | [ 40 ] |
| 41 | 15 octobre   | The Kid Laroi & Justin Bieber      | Stay                    | [ 41 ] |
| 42 | 22 octobre   | Adele                              | Easy on Me              | [ 42 ] |
| 43 | 29 octobre   | Elton John & Dua Lipa              | Cold Heart (Pnau remix) | [ 43 ] |
| 44 | 5 novembre   | Adele                              | Easy on Me              | [ 44 ] |
| 45 | 12 novembre  | Adele                              | Easy on Me              | [ 45 ] |
| 46 | 19 novembre  | Adele                              | Easy on Me              | [ 46 ] |
| 47 | 26 novembre  | Adele                              | Easy on Me              | [ 47 ] |
| 48 | 3 décembre   | Adele                              | Easy on Me              | [ 48 ] |
| 49 | 10 décembre  | Adele                              | Easy on Me              | [ 49 ] |
| 50 | 17 décembre  | Adele                              | Easy on Me              | [ 50 ] |
| 51 | 24 décembre  | Ed Sheeran                         | Shivers                 | [ 51 ] |
| 52 | 31 décembre  | Adele                              | Easy on Me              | [ 52 ] |

## Classement des titres les plus diffusés de l'année
Voici la liste des titres les plus diffusés lors de l'année 2021.
| No | Artiste                            | Titre                             |
| -- | ---------------------------------- | --------------------------------- |
| 1  | The Weeknd                         | Save Your Tears                   |
| 2  | Dua Lipa featuring Angèle          | Fever                             |
| 3  | Justin Wellington (en) & Small Jam | Iko Iko (My Bestie)               |
| 4  | Clara Luciani                      | Le Reste                          |
| 5  | P!nk & Willow Sage Hart            | Cover Me In Sunshine              |
| 6  | The Kid Laroi & Justin Bieber      | Stay                              |
| 7  | Jérémy Frérot                      | Un homme                          |
| 8  | Black Eyed Peas & Shakira          | Girl Like Me                      |
| 9  | Grand Corps Malade & Louane        | Derrière le brouillard            |
| 10 | Faouzia & John Legend              | Minefields (en)                   |
| 11 | Ed Sheeran                         | Bad Habits                        |
| 12 | Imagine Dragons                    | Follow You (en)                   |
| 13 | Kendji Girac                       | Évidemment                        |
| 14 | Amel Bent & Hatik                  | 1,2,3                             |
| 15 | Kungs                              | Never Going Home                  |
| 16 | The Weeknd                         | Take My Breath                    |
| 17 | Sia                                | Courage to Change (en)            |
| 18 | Elton John & Dua Lipa              | Cold Heart (Pnau remix)           |
| 19 | Reik & Rocco Hunt & Ana Mena       | A un paso de la luna (en) (remix) |
| 20 | Dua Lipa                           | Love Again                        |

## Chronologie
- Liste des titres musicaux numéro un au classement radio en France en 2020